# Ophiorrhiza napoensis
Ophiorrhiza napoensis är en måreväxtart som beskrevs av Hsien Shui Lo. Ophiorrhiza napoensis ingår i släktet Ophiorrhiza och familjen måreväxter. Inga underarter finns listade i Catalogue of Life.